# Peter Thielst
Peter Thielst (født 12. april 1951) er en dansk forfatter og mag. art. i filosofi. Han er redaktør på "Det lille forlag" (et nu ophørt forlag) og har oversat filosofiske værker, foruden at have udgivet en lang række bøger, inkl. indføringer i Kierkegaard og Nietzsche.